# Международная ассоциация театров для детей и молодёжи
Международная ассоциация театров для детей и юношества (АССИТЕЖ) — фр.: ASSITEJ — Association Internationale du Théâtre de l’Enfance et la Jeunesse — международная неправительственная организация образованная в 1965 году, объединяющая всех работников театров, адресующих свое творчество молодому подрастающему поколению.

## Цели создания АССИТЕЖ
1. Образование и развитие детей и молодежи средствами театрального искусства
2. Обмен идеями и культурными традициями между театральными деятелями из разных стран
3. Международное сотрудничество профессионалов, формирующих театр для детей и молодежи

## Конгресс АССИТЕЖ
Руководящим органом ассоциации является генеральная ассамблея, проводимая в рамках конгресса АССИТЕЖ один раз в три года.
Генеральная Ассамблея избирает президента международного ASSITEJ и исполнительный Комитет, собираемый два раза в год. Конгресс АССИТЕЖ проводился в Кейптауне, Варшаве, Праге, Лионе, Мадриде, Аделаиде, Сеуле, Ростове-на-Дону, Олбани и др.
Свою работу Международная организация осуществляет через национальные центры стран членов АССИТЕЖ. На сегодняшний день — это 84 страны.

## Российский центр АССИТЕЖ
Российский центр (ранее — Советский) начал свою работу с первых дней создания АССИТЕЖ. Первым президентом центра стал К. Я. Шах-Азизов, заслуженный деятель искусств РСФСР, директор Центрального детского театра в Москве, который принимал самое активное участие в создании этой международной организации, он же избирался и президентом международной АССИТЕЖ. Позже этот пост занимала народная артистка СССР, создатель первого в мире профессионального детского музыкального театра, Н. И. Сац.
С 1990 года и по сегодняшний день президентом Российского центра АССИТЕЖ является один из ведущих театральных режиссёров России Адольф Шапиро.